# Lengby (Minnesota)
Lengby es una ciudad ubicada en el condado de Polk en el estado estadounidense de Minnesota. En el Censo de 2010 tenía una población de 86 habitantes y una densidad poblacional de 114,11 personas por km².

## Geografía
Lengby se encuentra ubicada en las coordenadas 47°30′53″N 95°38′2″O / 47.51472, -95.63389. Según la Oficina del Censo de los Estados Unidos, Lengby tiene una superficie total de 0.75 km², de la cual 0.62 km² corresponden a tierra firme y (17.87%) 0.13 km² es agua.

## Demografía
Según el censo de 2010, había 86 personas residiendo en Lengby. La densidad de población era de 114,11 hab./km². De los 86 habitantes, Lengby estaba compuesto por el 95.35% blancos, el 0% eran afroamericanos, el 2.33% eran amerindios, el 0% eran asiáticos, el 0% eran isleños del Pacífico, el 2.33% eran de otras razas y el 0% pertenecían a dos o más razas. Del total de la población el 5.81% eran hispanos o latinos de cualquier raza.